# Wojewódzki Szpital Chirurgii Urazowej im. Janusza Daaba
Samodzielny Publiczny Wojewódzki Szpital Chirurgii Urazowej im. dr. Janusza Daaba w Piekarach Śląskich – placówka specjalizująca się w leczeniu schorzeń i urazów narządu ruchu, stosuje wiele bardzo nowoczesnych lub aktualnie najnowocześniejszych metod leczenia złamań stawów biodrowego, kolanowgo i barkowego.
Według Rankingu Szpitali 2008 „Rzeczpospolitej” placówka zajmuje 2. miejsce w zestawieniu szpitali publicznych: monospecjalistycznych bez onkologicznych.

## Historia
W 1910 władze Spółki Brackiej z Tarnowskich Gór podjęły decyzję, że na terenie Szarleja powstanie szpital. Początkowo zakładano, że w skład całego kompleksu wejdą dwa budynki główne z oddziałami ogólnymi, jeden budynek administracyjny oraz budynek z zapleczem gospodarczym. Budowa szpitala ruszyła w 1914. Ze względu na ciężkie czasy wojenne zrezygnowano z wzniesienia jednego z budynków szpitala. W 1924 zakończono budowę głównego budynku i w stanie surowym oddano do użytku budynek administracyjny oraz zaplecze gospodarcze.
Pod koniec 1931 szpital miał 320 łóżek, a koszt leczenia pacjenta wynosił średnio 10zł dziennie. W szpitalu pracowało wówczas 68 osób, w tym 5 lekarzy, 6 pracowników biurowych, 24 osoby personelu sanitarnego oraz 33 osoby personelu gospodarczego. Pierwszym dyrektorem szpitala został chirurg prof. dr hab. Władysław Jakubowski. Jeszcze przed II wojną światową w szpitalu rozpoczęła działalność unikatowa w skali kraju stacja terapii fizykalnej. W czasie wojny „urazówka” była szpitalem wojskowym.
W 1945 szpital przejęli Rosjanie. Kiedy w 1946 przejęli go Polacy, szpital był 85% zniszczony i zdewastowany. Wywieziono stąd cały sprzęt i wyposażenie. Na szczęście okazało się, że istnieje potrzeba stworzenia szpitala specjalistycznego. Misja Charytatywna amerykańskiego kościoła unitariańskiego USC oraz Organizacji Narodów Zjednoczonych do spraw odbudowy Europy ze Zniszczeń Wojennych UNRRA wyraziły chęć pomoc materialnej i finansowej. Szybko odbudowano i powiększono kompleks, z USA sprowadzono sprzęt medyczny, wyposażenie, samochody, karetki, a nawet kilkoro lekarzy.
W czerwcu 1948 pojawił się tu dr Janusz Daab, obecny patron szpitala. Przez wiele lat był on tu ordynatorem, a od 1970 dyrektorem szpitala.

## Zespół szpitalny
Zespół Szpitala Spółki Brackiej, obecnie Wojewódzkiego Szpitala Chirurgii Urazowej tworzą: pawilon główny, pawilon dziecięcy, budynek administracyjny, pralnia i kuchnia, prosektorium z kaplicą oraz portiernia. Wszystkie te obiekty zostały wpisane w 2001 do rejestru zabytków.

## Leczenie
Szpital prowadzi leczenie na oddziałach:
- urazowo – ortopedyczny
  - męski
  - kobiecy
  - dzieci i młodzieży
  - z pododdziałem artroskopii i chirurgii kolana
- urazów i schorzeń kręgosłupa i paraplegii urazowej
- chirurgii rekonstrukcyjnej ręki
- septyczny
- leczenia nowotworów kostnych i patologii kostno – stawowej
- anestezjologii i intensywnej terapii
- rehabilitacji, balneologii i medycyny fizykalnej

oraz w 3 poradniach: urazowo-ortopedycznej, leczenia bólu i rehabilitacyjnej.

## Informacje
Szpital znajduje się przy ulicy Bytomskiej 62 w Piekarach Śląskich w dzielnicy Szarlej.
Od 1998 roku funkcję dyrektora szpitala sprawuje dr med. Bogdan Koczy.